# Miroslav Smotlacha
Miroslav Smotlacha (22. září 1920 Královské Vinohrady – 6. června 2007 Praha) byl český potravinářský chemik a popularizátor houbaření, čestný předseda České mykologické společnosti.

## Životopis
Narodil se na Královských Vinohradech u Prahy. Vystudoval reálné gymnázium Karla Sladkovského v Praze a absolvoval Vysokou školu chemicko-technologického inženýrství v Praze s konečným zaměřením na chemii potravinářskou a kvasnou. Pracoval jako technolog-vedoucí technického rozvoje a výzkumu na generálním ředitelství o. p. Mrazírny.
V dětství byl skautem, navštěvoval Foglarův 2. oddíl.
Miroslav Smotlacha i jeho otec František Smotlacha jsou pohřbeni na hřbitově Olšany – konkrétně na VII. hřbitově, 23 oddělení, č. hrobu 3.

## Mykologie
Houbám se věnoval již od dětství, přestože nesplnil přání svého otce a nevystudoval přírodní vědy. Od svých čtrnácti let působil v redakci časopisu českých houbařů – Mykologickém sborníku. V roce 1956, po smrti svého otce, známého popularizátora houbaření a zakladatele vysokoškolského sportu Františka Smotlachy, byl zvolen jednatelem Československé mykologické společnosti (po roce 1990 české), kde aktivně působil až do své smrti.
Zabýval se zejména technologií kulinářského a průmyslového zpracování hub a houbovými potravinářskými výrobky vůbec. Je autorem či spoluautorem řady populárních houbařských atlasů a kuchařek. Výrazně přispěl k rozšíření znalostí o jedlých i jedovatých houbách. Angažoval se v ochraně hub, lesů a přírody vůbec.[zdroj?] Pracoval v redakci Mykologického sborníku, po smrti RNDr. Jiřího Hlaváčka byl jeho šéfredaktorem (2001–2006). Rozsáhlá je jeho práce v oboru dřevokazných hub a jiných škůdců. Laboratoř dřevokazných hub v ČMS, kterou vedl, vypracovala přes deset tisíc posudků. Smotlacha tak přispěl k záchraně a opravám mnoha českých památek.
Ing. Miroslav Smotlacha byl za své celoživotní dílo v roce 2005 vyznamenán medailí Za zásluhy II. stupně, v roce 2006 byl zvolen čestným předsedou České mykologické společnosti.

## Citát
Lidé mne asi znají jen přes své žaludky či houbové smaženice, ale já si přece jen více cením práce svého týmu při rekonstrukci architektonických klenotů, především Valdštejnského paláce.